# Paul Jošigoro Taguči
Paul Jošigoro Taguči, japonski rimskokatoliški duhovnik, škof in kardinal, * 20. julij 1902, Shittsu, † 23. februar 1978.

## Življenjepis
22. decembra 1928 je prejel duhovniško posvečenje.
30. novembra 1940 je bil imenovan za apostolskega administratorja Osake in naslednje leto še za Shikoka.
25. novembra 1941 je bil imenovan za škofa Osake in 14. decembra istega leta je prejel škofovsko posvečenje. 
S položaja administratorja Shikoka je odstopil leta 1963. 
5. avgusta 1969 je obenem s povišanjem škofije Osaka v nadškofijo postal nadškof Osake.
5. marca 1973 je bil povzdignjen v kardinala in imenovan za kardinal-duhovnika S. Maria in Via.